# Вулиця Героїв Енергетиків
Ву́лиця Геро́їв Енерге́тиків — вулиця в Деснянському районі міста Києва, місцевість Куликове, житловий масив Вигурівщина-Троєщина. Пролягає від перехрестя проспекту Романа Шухевича, вулиць Рональда Рейгана і Братиславської до вулиці Сержа Лифаря. 
Прилучається вулиця Богдана Хмельницького.

## Історія
Вулиця прокладена у 2-й половині 80-х років XX століття по території знесеного села Вигурівщина під назвою Нова. З 1983 року носить назву Електротехнічна.
У червні 2023 в застосунку «Київ Цифровий» проведено опитування щодо перейменування вулиці Електротехнічної на Героїв Енергетиків. «Запропоноване перейменування на честь працівників енергетичної галузі, які долали наслідки російських атак на енергетичну інфраструктуру України» - йшлось у опитуванні. 82 % респондентів підтримали схвально таку ідею, тож вже 12 грудня 2024 року перейменовано на вулицю Героїв Енергетиків.